# Тейрлинк, Вилли
Вилли Тейрлинк (нидерл. Willy Teirlinck; род. 10 августа 1948, Терафельне (ныне в составе коммуны Аффлигем), провинция Фламандский Брабант, Бельгия)  — бельгийский профессиональный шоссейный велогонщик. 

## Карьера
Профессиональный велогонщик в 1970-1986 годах. 
Десять раз принимал участие в Тур де Франс, став победителем в  Классификации промежуточных спринтов  в 1972 и 1979 годах и победителем пяти этапов. В его активе также два этапа на Вуэльта Испании 1978.
Чемпион Бельгии в групповой гонке (1975).
Двукратный победитель многодневной велогонки Тур Пикардии, победитель однодневных велогонок: Де Кюстпейл, Гран-при Денена, Гран-при Пино Черами, Брюссель — Ингойгем.
С 1986 года работает спортивным директором  велокоманд. С  2015 года - континентальной велокоманды Veranclassic-Ekoï (с 2016 - Veranclassic-Ago).

## Достижения
1969
3-й Тур Фландрии U23
1970
1-й — Этап 4a Тур Алжира
1-й Grand Prix des Marbriers
1971
1-й — Этапы 1,3 и 4 Étoile des Espoirs
1-й Де Кюстпейл
1972
Тур де Франс
1-й  — Классификация промежуточные спринты
1-й — Этапы 10, 16 и 20b 
1-й — Этап 2 Tour du Nord
4-й Париж — Рубе
10-й Амстел Голд Рейс
1973
Тур де Франс
1-й — Этап 1a
 Лидер в генеральной классификации после Этапа 1a
2-й Étoile des Espoirs — Генеральная классификация
1-й — Этап 5b
1974
1-й Stadsprijs Geraardsbergen
1-й — Этап 4 Тур Люксембурга
1-й Гран-при Денена
1-й Гран-при Фурми
2-й Étoile des Espoirs — Генеральная классификация
1-й — Этап 1
5-й Париж — Брюссель
9-й Амстел Голд Рейс
1975
1-й  Чемпион Бельгии — Групповая гонка
2-й Нокере Курсе
2-й Тур Люксембурга — Генеральная классификация
2-й Брюссель — Ингойгем
3-й Тур Пикардии — Генеральная классификация
1-й — Этап 2b
1976
1-й Гран-при Пино Черами
1-й — Этапы 2a и 4 Tour de l'Aude
1-й — Этап 13 Тур де Франс
3-й Чемпионат Бельгии — Групповая гонка
6-й Тур Фландрии
9-й Париж — Рубе
1977
1-й — Этап 3 Tour de l'Aude
1-й Тур Пикардии — Генеральная классификация
1-й — Этап 3b
2-й Париж — Рубе
2-й Брюссель — Ингойгем
3-й Étoile des Espoirs — Генеральная классификация
1-й — Этап 1
3-й Circuit de l'Indre
3-й Брабантсе Пейл
5-й Гент — Вевельгем
6-й Париж — Тур
7-й Три дня Де-Панне — Генеральная классификация
1978
1-й Тур Пикардии — Генеральная классификация
1-й — Этапы 5 и 10 Вуэльта Испании
2-й Чемпионат Бельгии — Групповая гонка
2-й Stadsprijs Geraardsbergen
1979
1-й — Этапы 1 и 5 Вуэльта Арагона
1-й Тур де Франс — Классификация промежуточные спринты
2-й Гран-при Ефа Схеренса
3-й Натионале Слёйтингспрейс
4-й Амстел Голд Рейс
6-й Париж — Рубе
6-й Париж — Брюссель
7-й Гент — Вевельгем
7-й Схелдепрейс
10-й Флеш Валонь
1980
1-й — Этап 2 Париж — Бурж
1-й — Этап 4 Тур Германии
2-й Гран-при кантона Аргау
7-й Гент — Вевельгем
9-й Бордо — Париж
1981
2-й Схелдепрейс
2-й Омлоп ван хет Васланд
6-й Флеш Валонь
6-й Три дня Де-Панне — Генеральная классификация
1982
1-й Circuit des frontières
3-й 1-meiprijs - Ere-Prijs Vic De Bruyne 
1983
3-й Брюссель — Ингойгем
6-й Три дня Западной Фландрии
7-й Гран-при Денена
1984
1-й Брюссель — Ингойгем
4-й Гран-при Денена
1985
1-й Гран-при Вилворде
2-й Circuit Mandel-Lys-Escaut

## Статистика выступлений

### Гранд-туры
| Гранд-тур                 | 1971 | 1972 | 1973 | 1974 | 1975 | 1976 | 1977 | 1978 | 1979 | 1980 | 1981 |
| ------------------------- | ---- | ---- | ---- | ---- | ---- | ---- | ---- | ---- | ---- | ---- | ---- |
| Джиро д’Италия            | —    | —    | —    | —    | —    | —    | —    | —    | —    | —    | —    |
| Тур де Франс              | 74   | 66   | 60   | 65   | 45   | 67   | НФ   | 38   | 56   | —    | 111  |
| (c 2010 ) Вуэльта Испании | —    | —    | —    | —    | —    | —    | —    | 25   | —    | —    | —    |

| —  | Не участвовал  |
| НФ | Не финишировал |